# Bjørg Andersen
Bjørg Andersen, ursprungligen Nilsen, född 15 juni 1942, är en norsk före detta handbollsspelare från Borge i Østfold.

## Karriär

### Klubblagshandboll
Andersen var en stark linjespelare och var svårstoppad i anfall även om hon mötte tuffa motståndare. Björg Andersen spelade många år i  Skjeberg IF. I den klubben vann hon norska cupen utomhus 1964, 1966 och 1968, samt blev seriemästare inomhus 1969. Hon representerade sedan Østsiden IL och Lisleby FK i Fredrikstad innan hon slutade spela. 

### Landslagshandboll
Bjørg Andersen var en av  stöttepelarna i Norges landslag i över 10 år. Hon landslagsdebuterade 18 år gammal den 4 september 1960 mot Sverige. Sen dröjde det fyra år innan hon spelade nästa landskamp. Hon spelade sedan till 1977 143 landskamper och stod för 216 mål. Både 1967 och 1970 var Andersen en central spelare då Norge vann nordiska mästerskapen. Under mästerskapet på hemmaplan i Østfold gjorde hon 12 av de 56 norska målen, endast Karen Fladset av de norska spelarna gjorde fler mål. Andersen deltog i VM 1971, 1973, 1975.

## Privatliv
Andersen är mor till Jørn Andersen, fotbollsspelaren, numera manager och farmor till förre Werder Bremen-spelaren Niklas Andersen.